# Porto Mantovano
Porto Mantovano is een gemeente in de Italiaanse provincie Mantua (regio Lombardije) en telt 15.521 inwoners (31-12-2005). De oppervlakte bedraagt 37,4 km², de bevolkingsdichtheid is 415 inwoners per km².

## Demografie
Porto Mantovano telt ongeveer 5686 huishoudens. Het aantal inwoners steeg in de periode 1991-2001 met 13,7% volgens cijfers uit de tienjaarlijkse volkstellingen van ISTAT.
| Jaar | Inwoneraantal |
| ---- | ------------- |
| 1991 | 12.204        |
| 2001 | 13.878        |

## Geografie
Porto Mantovano grenst aan de volgende gemeenten: Curtatone, Goito, Mantua, Marmirolo, Rodigo, Roverbella, San Giorgio di Mantova.